# Pseudophilautus steineri
Espèce
Synonymes
- Philautus steineri Meegaskumbura & Manamendra-Arachchi, 2005

Statut de conservation UICN

 EN B1ab(iii) : En danger
Pseudophilautus steineri est une espèce d'amphibiens de la famille des Rhacophoridae.

## Répartition
Cette espèce est endémique du Sri Lanka. Elle se rencontre dans les monts Knuckles à 1 245 m d'altitude,.

## Description
Pseudophilautus steineri mesure de 30 à 31 mm pour les mâles et de 30 à 42 mm pour les femelles. Son dos est brun au centre et vert sur les côtés.

## Étymologie
Son nom d'espèce, steineri, lui a été donné en référence à Achim Steiner, directeur général de l'UICN depuis 2001.

## Publication originale
- Meegaskumbura & Manamendra-Arachchi, 2005 : Description of eight new species of shrub-frogs (Ranidae : Rhacophorinae : Philautus) from Sri Lanka. The Raffles Bulletin of Zoology, Supplement Series, no 12, p. 305-308 (texte intégral).